# Entega

Altes Logo der HSE AG

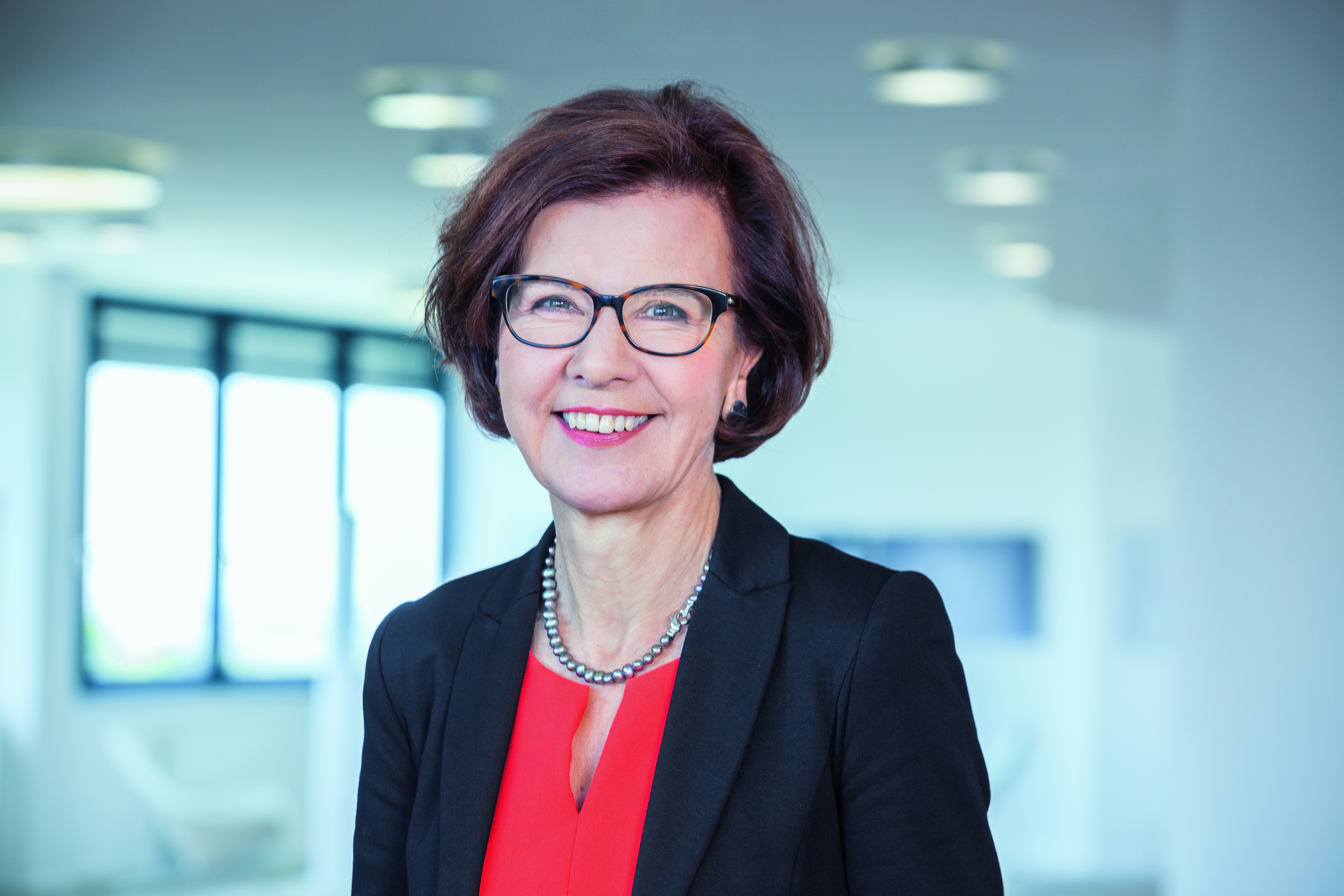
Vorstandsvorsitzende Marie-Luise Wolff

Die Entega AG ist ein kommunales Energieversorgungsunternehmen mit Sitz in Darmstadt und zu über 93 Prozent Eigentum der HEAG Holding AG – Beteiligungsmanagement der Wissenschaftsstadt Darmstadt.

## Unternehmen
Im Juni 2012 kaufte Darmstadt über die HEAG Holding AG 40 Prozent der Aktien von E.ON zurück und hält seither 93,13 Prozent an der Entega AG. Weitere 5,12 Prozent werden von Landkreisen, Städten und Gemeinden in Südhessen gehalten.
Mit seinen mehr als 30 Tochtergesellschaften ist das Unternehmen in den Geschäftsfeldern Energieerzeugung, Energiehandel, Energievertrieb, Energie- und Telekommunikationsnetze sowie Trinkwasserversorgung aktiv. Darüber hinaus betreibt das Unternehmen Anlagen zur Abwasserreinigung und Müllverbrennung und bietet Mess-, Abrechnungs- und IT-Dienstleistungen für die Energiewirtschaft an. Für seine Unternehmensstrategie wurde die HSE 2013 mit dem renommierten Deutschen Nachhaltigkeitspreis ausgezeichnet.
2013 war die damalige Vertriebstochter Entega Plus mit einem Absatz von 2,27 Mrd. kWh Strom und 2,85 Mrd. kWh Erdgas einer der größten Anbieter von klimaneutralen Energien in Deutschland.

## Geschichte
Im April 1912 erfolgte die Gründung der Hessischen Eisenbahn AG (HEAG) durch die Stadt Darmstadt und die Süddeutsche Eisenbahn-Gesellschaft. Die HEAG übernahm von der Stadt die Straßenbahnen und die 1888 in Betrieb gegangene Centralstation (das erste Elektrizitätswerk im Großherzogtum Hessen). Später erfolgte die Umbenennung in HEAG Versorgungs AG.
Älter noch war die 1853 gegründete Darmstädter Aktiengesellschaft für Gasbeleuchtung. Dieses Unternehmen wurde privat von Fabrikanten und Bürgern gegründet und ging nach 25 Jahren in das Eigentum der Stadt über. 1914 wurden die Gaswerke gemeinsam mit der Wasserver- und Abwasserentsorgung (1880 war das Wasserwerk entstanden) zur „Direktion der städtischen Gas- und Wasserwerke“ zusammengeschlossen. 1939 wurde die Direktion als Stadtwerke der Landeshauptstadt Darmstadt in ein eigenes Unternehmen ausgegliedert und 1950 in Südhessische Gas und Wasser AG umfirmiert.
1971 wurde eine Fusion beider Unternehmen diskutiert, aber nicht umgesetzt. 2003 schlossen sich die HEAG Versorgungs AG und die Südhessische Gas und Wasser AG zur HEAG Südhessische Energie zusammen.
Im Jahr 2013 wurde das Gasturbinenkraftwerk Darmstadt in Betrieb genommen.
Am 21. August 2015 wurde die HEAG Südhessische Energie AG (kurz HSE) in Entega AG, den Markennamen der Vertriebstochter Entega Plus, umfirmiert.

## Beteiligungen
Innerhalb des Konzerns wird der Energiehandel durch die Tochterfirma Citiworks und der Energievertrieb durch die Tochter Entega Plus, die 2013 aus der Zusammenführung der drei Vertriebsgesellschaften Entega Privatkunden, Entega Geschäftskunden und e-ben entstanden ist, betrieben. Die Netztochter, die für den Betrieb des Elektrizitäts- und Gasnetzes im Raum Südhessen verantwortlich ist, ist die E-Netz Südhessen, die zum 1. Juli 2014 durch den Zusammenschluss der ehemaligen Töchter HSE Technik und Verteilnetzbetreiber Rhein-Main-Neckar (VNB) entstanden ist. Weiterhin gehören der Telekommunikationsanbieter Entega Medianet (früher HSE Medianet) und der IT-Dienstleister „Count+Care“ zum Konzern.

## Geschäftsentwicklung
| Geschäftsjahr | Erlös Mio. EUR | Überschuss Mio. EUR | Mitarbeiter |
| ------------- | -------------- | ------------------- | ----------- |
| 2008          | 1.251,4        | –                   | 2.360       |
| 2009          | 1.412,7        | 33,534              | 2.381       |
| 2010          | 3.743,6        | 24,139              | 2.548       |
| 2011          | 2.325,1        | 47,125              | 2.619       |
| 2012          | 1.972,8        | 65,754              | 2.596       |
| 2013          | 1.914,0        | 1,765               | 2.227       |
| 2014          | 1.608,4        | −10,418             | 2.139       |
| 2015          | 1.592,7        | 18,435              | 2.046       |
| 2016          | 1.572,5        | 22,327              | 1.988       |
| 2017          | 1.578,2        | 26,474              | 1.962       |
| 2018          | 1.751,3        | 63,117              | 1.978       |